# 丸亀市歌
「丸亀市歌」（まるがめしか）は、日本の香川県丸亀市が昭和初期に制定した市歌である。作詞・堀沢周安、作曲・福喜多鎮雄。

## 解説
1932年（昭和7年）5月に制定された。作詞は尽誠中学校教諭で明治に「高松市歌（その二）」、大正に「大阪市歌」を手掛けた堀沢に依頼されたもので、作曲者には元海軍軍楽隊の楽長で大阪中央放送局洋楽主任の福喜多が起用された。1953年（昭和28年）刊の『丸亀市史』や1971年刊の『新修丸亀市史』では従来の「丸亀市歌」の歌詞全文が紹介されているが、両市史とも楽譜は掲載していない。
1949年（昭和24年）8月には市制50周年を記念して、新たに「丸亀市民の歌」（作詞：内藤英隆）および「丸亀盆踊り唄」が作成されている。「丸亀市歌」は戦後まもなく制定された「丸亀市民の歌」と代替わりの関係ではなく平成初期の時点ではなおその地位に在ったことが確認できるものの、1999年（平成11年）に市制100周年記念歌としてさだまさし作詞・作曲の「城のある町」が選定されて以降、演奏機会がほぼ消滅した。

### 合併後の扱い
丸亀市は2005年（平成17年）3月22日に綾歌郡綾歌町および飯山町と新設合併し、同日を以て（新）丸亀市が発足した。合併協議会においては（旧）丸亀市が制定した「丸亀市歌」および「丸亀市民の歌」「丸亀盆踊り唄」「城のある町」、飯山町が制定した「飯山音頭」の取り扱いに関しては存続・廃止のいずれも一切の取り決めが無く、地位が不明確な状態に置かれている。

## 歌詞
「丸亀市歌」は歌詞・旋律のいずれも著作権の保護期間を満了し、パブリックドメインとなっている。